# Джейк 2.0
«Джейк 2.0» (англ. Jake 2.0) — американский фантастический телесериал, показ которого начался в США в 2003 на телеканалах сети UPN. Сериал был отменён в середине января 2004 из-за низкого рейтинга, оставляя четыре непоказанных серии. Но в Великобритании все снятые серии были показаны на канале Sky One. На данный момент сериал показывают на канале HDnet по всему миру.
С 12 июля по 5 августа 2004 года премьерный показ телесериала на русском языке состоялся на телеканале НТВ.

## Сюжет
Главный герой сериала, эксперт по компьютерам Джейк Фоули, работает на Агентство национальной безопасности (NSA) США и ненароком заражается наноботами, дающими ему сверхчеловеческие способности. Он может даже управлять техническими устройствами силой мысли, что делает его «совершенным человеческим улучшением».

## В ролях
- Кристофер Горэм — Джейк Фоули
- Филип Энтони-Родригес — агент Кайл Дуарте
- Джудит Скотт — замдиректора Луиза (Лу) Беккетт
- Киган Коннор Трейси — доктор Диана Хьюз
- Миранда Фригон — техангент Сьюзан Карвер
- Марина Блэк — доктор Сара Хейвуд
- Рэйчел Хэйворд — исполнительный директор Валери Уорнер
- Грэйс Пак — Фрэн Ёсида
- Джесси Кадотте — DuMont
- Джим Бёрнс — генеральный директор Скерритт

## Список серий
01. Техник
02. Тренировочный день
03. Официант
04. Оружие и девушка
05. Добро, зло и подстава
06. Последний холостяк
07. Джерри 2.0
08. Середнячок
09. Виски - танго - фокстрот
10. Шпион, который мне нравился
11. Принц и революция
12. Двойной агент
13. Заговор
14. Поймать Фоули
15. Приход мертвеца
16. Апгрейд